# Горила (планина)
Горила (на гръцки: Γκορίλας ή Γορίλας) е планинският венец на Пинд около Парамития (на гръцки: Όρη Παραμυθιάς) в Епир, днес Гърция.
Намира са на границата между номите Янина и Теспротия и е свързана с планината на Сули с нейния първенец – Вучи връх, издигащ се на 1615 m надморска височина.